# District d'Orbe
1798–2007
Entités précédentes :
- Bailliage d'Orbe-Échallens
- Bailliage de Romainmôtier
- Bailliage d'Yverdon

Entités suivantes :
- District du Jura-Nord vaudois

Le district d'Orbe est l'un des 19 anciens districts du canton de Vaud. Il a été institué en 1798 et était divisé en quatre cercles : Baulmes, Orbe, Romainmôtier-Envy et Vallorbe. Le district d'Orbe était à la fois une entité administrative dirigée par un préfet et, pendant une période, une circonscription électorale pour les élections au Grand Conseil vaudois.
Il disparaît le 1er janvier 2008 à la suite de la réorganisation territoriale du canton de Vaud, les communes le composant se retrouvant toutes incorporées dans le nouveau district du Jura-Nord vaudois.

## Communes du district d'Orbe
- Cercle de Baulmes :
  - Baulmes
  - L'Abergement
  - Lignerolle
  - Rances
  - Sergey
  - Valeyres-sous-Rances
  - Vuitebœuf

- Cercle d'Orbe :
  - Bavois
  - Chavornay
  - Corcelles-sur-Chavornay
  - Montcherand
  - Orbe

- Cercle de Romainmôtier-Envy :
  - Agiez
  - Arnex-sur-Orbe
  - Bofflens
  - Bretonnières
  - Croy
  - Juriens
  - La Praz
  - Les Clées
  - Premier
  - Romainmôtier-Envy (résultat de la fusion de Romainmôtier et d'Envy en 1969)

- Cercle de Vallorbe :
  - Ballaigues
  - Vallorbe
  - Vaulion

## Démographie
Le district d'Orbe comptait 13 203 habitants en 1850, 15 248 en 1900, 16 830 en 1950, 15 501 en 1980 et 19 424 en 2000.

## Liste des préfets du district d'Orbe
| Début | Fin  | Nom                  | Parti                            | Fonctions antérieures |
| ----- | ---- | -------------------- | -------------------------------- | --- |
|       |      | Frédéric Chamot      |                                  | |
|       | 1882 | E. Rochat            |                                  | |
| 1882  | 1913 | Alphonse Reymond     |                                  | Substitut du préfet. |
| 1913  | 1936 | Julien Jaquet-Guisan | Parti radical-démocratique (PRD) | Agent de l'Union vaudoise de crédit à Vallorbe. Municipal à Vallorbe (1907-1913). Vice-président du Parti radical-démocratique du district d'Orbe. |
| 1936  | 1952 | John Mermod          | Parti radical-démocratique (PRD) | Géomètre à Yverdon, puis à Baulmes. Député (1918-1936) et conseiller national (1928-1936).                                                         |
| 1952  | 1968 | Auguste Reymond      | Parti radical-démocratique (PRD) | Agriculteur. Syndic de Vaulion (1941-1952) et député (1937-1952). Président du Parti radical-démocratique du district d'Orbe.                      |
| 1969  | 1993 | Daniel Nicole        | Parti radical-démocratique (PRD) | Syndic d'Orbe (1962-1969) et député. |
| 1993  | 2004 | Jacques Resplendino  | Parti radical-démocratique (PRD) | Ingénieur. Syndic de Vaulion (1985-1993). Substitut du préfet (1988-1993).                                                                         |
| 2005  | 2008 | Étienne Roy          |                                  | Dessinateur en génie civil, puis chef d'agence du Crédit foncier vaudois. Municipal (1989-1997), puis syndic de Croy (1997-2004).                  |

## Historique des députations au Grand Conseil vaudois
Le district d'Orbe forme, de 1998 à 2008, une circonscription électorale pour le Grand Conseil du canton de Vaud. Les élections avaient lieu tous les quatre ans selon le système proportionnel. Le nombre de sièges attribué à la circonscription est de cinq. Avant 1974, les élections ont lieu dans des circonscriptions plus petites (cercles d'Orbe de Vallorbe de 1962 à 1974; cercles de Baulmes, Orbe, Romainmôtier et Vallorbe auparavant), après 2008 dans une circonscription plus grande, le District du Jura-Nord vaudois.

### Législature 1998-2002
Députés élus le 1er mars 1998 au Grand Conseil vaudois:
- Jean-Pierre Gaudard, Union démocratique du centre (UDC).
- Daniel Mange, Parti radical-démocratique (PRD).
- Jacques-André Mayor, Parti socialiste suisse (PSS).
- Gilbert Musy, Les Verts.
- Jean-Marc Thibaud, Parti libéral suisse (PLS).

### Législature 2002-2007
Députés élus le 3 mars 2002 au Grand Conseil vaudois:
- Aloïs Olivier Conod, Parti ouvrier et populaire (POP).
- Jean-Pierre Gaudard, Union démocratique du centre (UDC).
- Denis-Olivier Maillefer, Parti socialiste suisse (PSS).
- Daniel Mange, Parti radical-démocratique (PRD).
- Jean-Marc Thibaud, Parti libéral suisse (PLS).

Le Parti ouvrier et populaire prend le siège acquis par les Verts en 1998.

## Tribunal de district
Le district d'Orbe a disposé, comme chacun des districts vaudois, d'un Tribunal de district, et ce jusqu'à la réforme de la justice adoptée le 2 mars 1997 par la population vaudoise. Après cette réforme, des tribunaux de première instance, moins nombreux, ont remplacé les tribunaux de district.